# Загуан
Загуан (араб. زغوان) - місто в Тунісі, центр однойменного вілаєту. Населення - 16 037 чол. (2004). 